# 圣维托雷天文台
圣维托雷天文台（義大利語：Osservatorio San Vittore）是意大利博洛尼亚的一个天文观测站。

## 歷史
1975年至1981年間，義大利聖維托雷天文台參與了國際行星巡邏計畫。聖維托雷天文台於2004年停止運作。

## 發現
在1980-2000年，它发现了大量小行星，数量达到99颗。
- 小行星3344（1982年）
- 小行星3951（1986年）
- 小行星4062（1989年）
- 小行星4063（1989年）
- 小行星4540（1988年）
- 小行星4542（1989年）
- 小行星6598（1988年）
- 小行星8421（1996年）